# Joan d'Abadal i Calderó
Joan d'Abadal i Calderó (n. Vic, 1866) foi um religioso católico catalão. Escreveu Um Exemplo de Acção Católica e a A Cosmogonia Mosaica. Era irmão do político Ramon d'Abadal i Calderó.